# Sabrina, the Teenage Witch (televisieserie)
Sabrina, the Teenage Witch (soms ook wel Sabrina, de tienerheks genoemd) is een Amerikaanse komische jeugdserie, gebaseerd op het gelijknamige stripverhaal. De serie liep van 1996 tot 2003, met een totaal van 163 afleveringen.
De serie werd gemaakt naar aanleiding van de televisiefilm Sabrina the Teenage Witch. Net als in die film wordt de rol van Sabrina in de serie vertolkt door Melissa Joan Hart. In Nederland zijn de eerste twee seizoenen van de serie uitgezonden op Nickelodeon. Verder was de serie hier een tijdje te zien op Nederland 2.
In 2013 ging een animatie-spin-off getiteld Sabrina: Secrets of a Teenage Witch in première, geproduceerd door Hub Network. In deze 3D-animatieserie gaat het over Sabrina die een halve heks is en een prinses wil worden.

## Verhaal
De serie gaat over Sabrina Spellman, een meisje dat er in de puberteit achter komt dat ze een heks is. Ze is de dochter van een tovenaar en een menselijke vrouw (door tovenaars stervelingen genoemd). Derhalve is ze een halve heks.
Sabrina woont in bij haar tantes Hilda en Zelda en de pratende kat Salem Saberhagen in het plaatsje Westbridge in Massachusetts.
Omdat Sabrina een heks is, kan ze ook naar het Andere Rijk. In het Andere Rijk, in de serie de Other Realm genoemd, wonen alleen heksen. Mensen in de gewone wereld die geen toverkracht hebben weten niets af van het Andere Rijk. Omdat Sabrina nog niet veel weet van hekserij wordt ze bij haar tantes opgeleid tot een goede heks. Sabrina leeft in de gewone wereld. Hier heeft ze haar vrienden en vijanden, zij weten niet dat Sabrina over toverkracht beschikt. In de gewone wereld probeert Sabrina haar problemen vaak op te lossen door het gebruiken van magie. Maar door haar slordigheid gebruikt ze haar magie vaak verkeerd of te veel voor zichzelf. De situaties lopen regelmatig uit de hand, wat voor hilarische momenten in de serie zorgt.

### Seizoen 1
Het eerste seizoen van de serie begint op de zestiende verjaardag van Sabrina. Voor halfheksen zoals Sabrina openbaren de magische gaven zich namelijk precies vanaf die dag. Haar ouders hebben haar onder valse voorwendselen naar haar tantes gestuurd, maar nu blijkt dat ze van hen de fijne kneepjes van het vak moet gaan leren. De eerste dag met haar heksenkrachten verloopt natuurlijk chaotisch.
Op de nieuwe school waar ze terechtkomt, leert ze Harvey kennen - een jongen op wie ze later in de serie verliefd zal worden - en Jenny, het enigszins alternatieve buitenbeentje van de klas met wie ze bevriend raakt. Dat ze niet kan opschieten met de arrogante cheerleader Libby Chessler is al snel duidelijk.
In dit seizoen hangt Sabrina graag rond in The Slicery, waar ze met haar vriendin Jenny (en soms met Harvey) pizza eet.
Dit eerste seizoen kent nog geen vaste verhaallijn. Elke aflevering kan los van de rest worden bekeken. In vrijwel elke aflevering probeert Sabrina met haar magie haar vrienden te helpen of haar vijanden te straffen, maar veroorzaakt zo een chaos die ze moet zien op te lossen.

### Seizoen 2
In seizoen 2 moet Sabrina examens gaan doen om haar heksvergunning te halen, en haar magie officieel te mogen gebruiken. Ze krijgt hiervoor een Quizmaster toegewezen die haar gedurende het seizoen meerdere malen op de proef stelt. In dit seizoen is Jenny uit de serie geschreven, en doen Sabrina’s vriendin Valerie en het schoolhoofd Mr. Kraft hun intrede. Aan het eind leert Sabrina een half-tovenaar kennen, Dashiell (of Dash). Per ongeluk raakt ze verliefd op hem en dit veroorzaakt enige problemen tussen haar, Dash en Harvey.

### Seizoen 3
Het derde seizoen draait vooral om Sabrina’s laatste opdracht voor het verkrijgen van haar heksvergunning: het ontdekken van het geheim van haar familie. Door het seizoen heen bezoeken veel verschillende en hilarische familieleden het huis van de Spellmans om Sabrina een wijze les te leren en haar een nieuwe aanwijzing te geven voor het familiegeheim. Aan het eind van het seizoen gaat Sabrina met haar tantes naar Hawaï om het familiegeheim volledig op te lossen. Het blijkt dat ieder familielid van de Spellmanfamilie een tweeling heeft. Sabrina moet samen met haar tweelingzus Katrina uitzoeken wie de kwaadaardige is. De goede tweelingzus moet de kwaadaardige tweelingzus confronteren om de opdracht te vervullen. Sabrina blijkt de goedaardige te zijn en het lukt haar uiteindelijk.
Aan het eind van dit seizoen wordt zowel Valerie als Libby uit de serie geschreven.

### Seizoen 4
In het vierde seizoen wordt Sabrina mentor van een jonge heks genaamd Dreama. Ook komt er een nieuwe student naar haar school, Brad Alcero. Brad blijkt een afstammeling te zijn van heksenjagers, en heeft door middel van zijn heksenjager-gen de gave heksen in muizen te veranderen indien ze hun magie tonen. Sabrina moet daarom zowel Dreama als zichzelf ervan zien te weerhouden magie te gebruiken in de buurt van Brad. Aan het eind is Brad verhuist en zijn de heksen weer veilig.
Tante Hilda runt in dit seizoen haar eigen klokkenwinkel, waar een Verloren in Tijd-klok staat waardoor allerlei personen uit verschillende tijden tevoorschijn komen.
Sabrina begint tevens te werken bij Bean There, een koffieshop. Ze ontmoet hier de student Josh en wordt verliefd op hem. Dit zet haar relatie met Harvey zwaar onder druk. Aan het eind van het seizoen ontdekt Harvey Sabrina’s geheim. Hij breekt met haar en verdwijnt uit de serie.

### Seizoen 5
Bij aanvang van dit seizoen begint Sabrina met haar vervolgopleiding aan het Adams College. Ze verhuist daarom naar een studentenwoning. Haar kamergenoten zijn Morgan Cavanaugh, een oppervlakkig meisje, Roxie King, een sociaal feministe, en Miles Goodman, een nerd geobsedeerd door sciencefiction en het paranormale. Hilda en Zelda proberen bij Sabrina in de buurt te blijven. Zo koopt Hilda de koffieshop waar Sabrina werkt, en Zelda wordt professor aan het Adams. De relatie tussen Sabrina en Josh wordt in dit seizoen sterker.

### Seizoen 6
In dit seizoen krijgt Josh de kans om in het buitenland te gaan werken als fotograaf. Ook keert Harvey weer terug, maar hij heeft nu een relatie met Morgan.
Sabrina’s tante Hilda krijgt ook een relatie. Sabrina ziet hier niets in en verbreekt de relatie tussen Hilda en haar nieuwe vriend. Hierdoor valt Hilda letterlijk uiteen van verdriet. Geschokt offert Sabrina haar eigen ware liefde op om Hilda te redden en haar relatie te herstellen. Hilda en haar vriend trouwen. Sabrina valt zelf aan stukken wanneer Josh, Harvey en een aantrekkelijke ober op wie ze een oogje had aangeven weg te zullen gaan en dat ze hen nooit meer zal zien.

### Seizoen 7
Bij aanvang van het seizoen wordt Sabrina weer heel doordat Zelda haar volwassenheid opoffert voor haar, en weer een kind wordt. Zelda en Hilda verhuizen naar het Andere Rijk, waarna Morgan en Roxie in hun oude huis gaan wonen. Sabrina krijgt een baan bij het tijdschrift Scorch.
Sabrina ontmoet halverwege het seizoen Aaron en wordt met hem verloofd. Haar hart ligt echter nog steeds bij Harvey. In de climax van het seizoen zegt ze haar huwelijk met Aaron af en trouwt met Harvey.

## Spelers
- Melissa Joan Hart als Sabrina J. Spellman
- Caroline Rhea als Hildegard Antoinette Spellman (tante Hilda)
- Beth Broderick als Zelda Spellman (tante Zelda)
- Nate Richert als Harvey Dwight Kinkle (vriend van Sabrina)
- Nick Bakay als Salem Saberhagen (de kat)
- Doug Sheehan als Edward Spellman (vader van Sabrina)
- Curtis Andersen as Gordy (een klasgenoot van Sabrina)
- Michelle Beaudoin als Jennifer "Jenny" Kelley (vriendin van Sabrina)
- Lindsay Sloane als Valerie Birkhead (vriendin van Sabrina)
- Jenna Leigh Green als Libby Chessler (een arrogante cheerleader, bijna Sabrina's vijand)
- Paul Feig als Mr. Eugene Pool (de leraar natuurwetenschappen)
- Martin Mull als Willard Kraft (het schoolhoofd)
- Dylan Neal als Aaron Jacobs
- Barbara Edan als oudtante Irma
- Sally Struthers als tante Lorraine
- Pamela Blair als Sabrina's moeder
- China Jesuita Shavers als Dreama
- Jon Huertas als Brad Alcerro
- Alimi Ballard als Quizmaster Albert
- Emily Hart als Amanda (Sabrina's nichtje) en als de jonge Sabrina
- Phil Fondacaro als Roland (Roland the Troll, die graag met Sabrina wil trouwen)
- Trevor Lissauer als Miles Goodman
- David Lascher als Josh Blackhart (vriend van Sabrina)

## Productie
De onofficiële pilotaflevering van de serie was de televisiefilm Sabrina the Teenage Witch uit 1996. Deze film, geproduceerd door Hartbreak Films, verschilde wel van de serie. Zo heet Sabrina in deze film Sawyer van achternaam. De film heeft dan ook qua verhaal niets met de serie zelf te maken.
De serie was een coproductie van Hartbreak Films en Viacom Productions. In 2000 werd de show door ABC stopgezet, en overgenomen door The WB. Toen na zeven seizoenen de kijkcijfers begonnen te dalen, werd de serie stopgezet.

## Televisiefilms
De serie leidde tot de productie van nog twee televisiefilms:
- Sabrina Goes to Rome (1998)
- Sabrina, Down Under (1999)